# شهرستان ینگیسار
شهرستان ینگیسار (به لاتین: Yengisar County) یک شهرستان‌های جمهوری خلق چین در چین است که در ولایت کاشغر واقع شده‌است.

نام سابق و تاریخی این شهر، «ینگی‌حصار» بوده است.
سوغات این شهر، چاقوهای دست‌ساز می‌باشد.

## جمعیت
| ترکیب قومیتی شهرستان ینگیسار | ترکیب قومیتی شهرستان ینگیسار | ترکیب قومیتی شهرستان ینگیسار | ترکیب قومیتی شهرستان ینگیسار | ترکیب قومیتی شهرستان ینگیسار |
| ---------------------------- | ---------------------------- | ---------------------------- | ---------------------------- | ---------------------------- |
| قومیت                        | قومیت                        |                              | درصد                         | درصد                         |
| اویغور                       | اویغور                       |                              | ۹۸٫۴٪                        | ۹۸٫۴٪                        |
| هان                          | هان                          |                              | ۱٫۳٪                         | ۱٫۳٪                         |
| قرقیز                        | قرقیز                        |                              | ۰٫۲٪                         | ۰٫۲٪                         |
| سایر                         | سایر                         |                              | ۰٫۰٪                         | ۰٫۰٪                         |
| منبع سرشماری جمعیت :         |                              |                              |                              |                              |

## گالری عکس

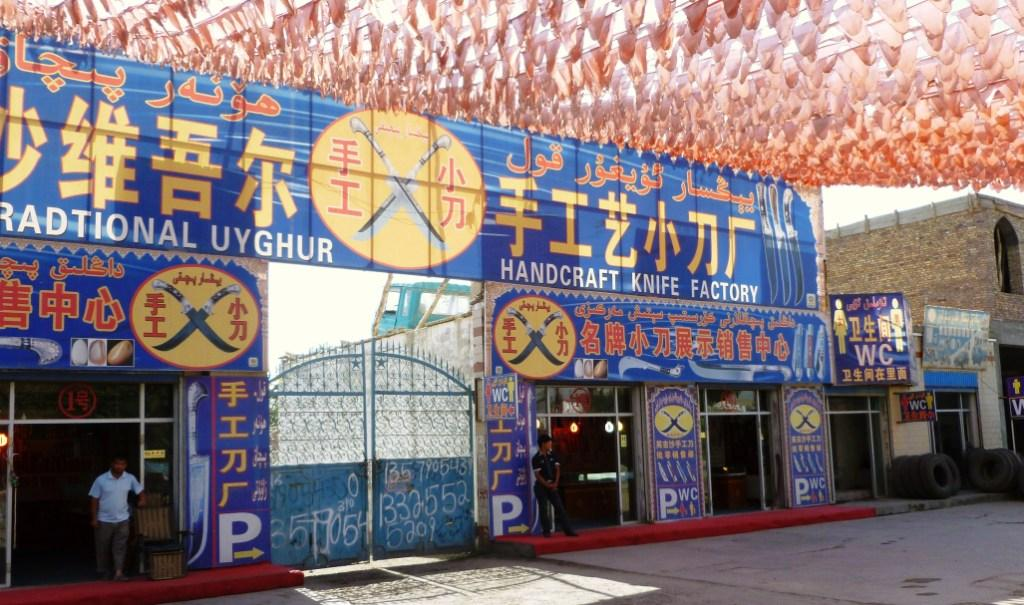
فروشگاه چاقو در کارخانهٔ چاقوسازی دست‌ساز ینگیسار.
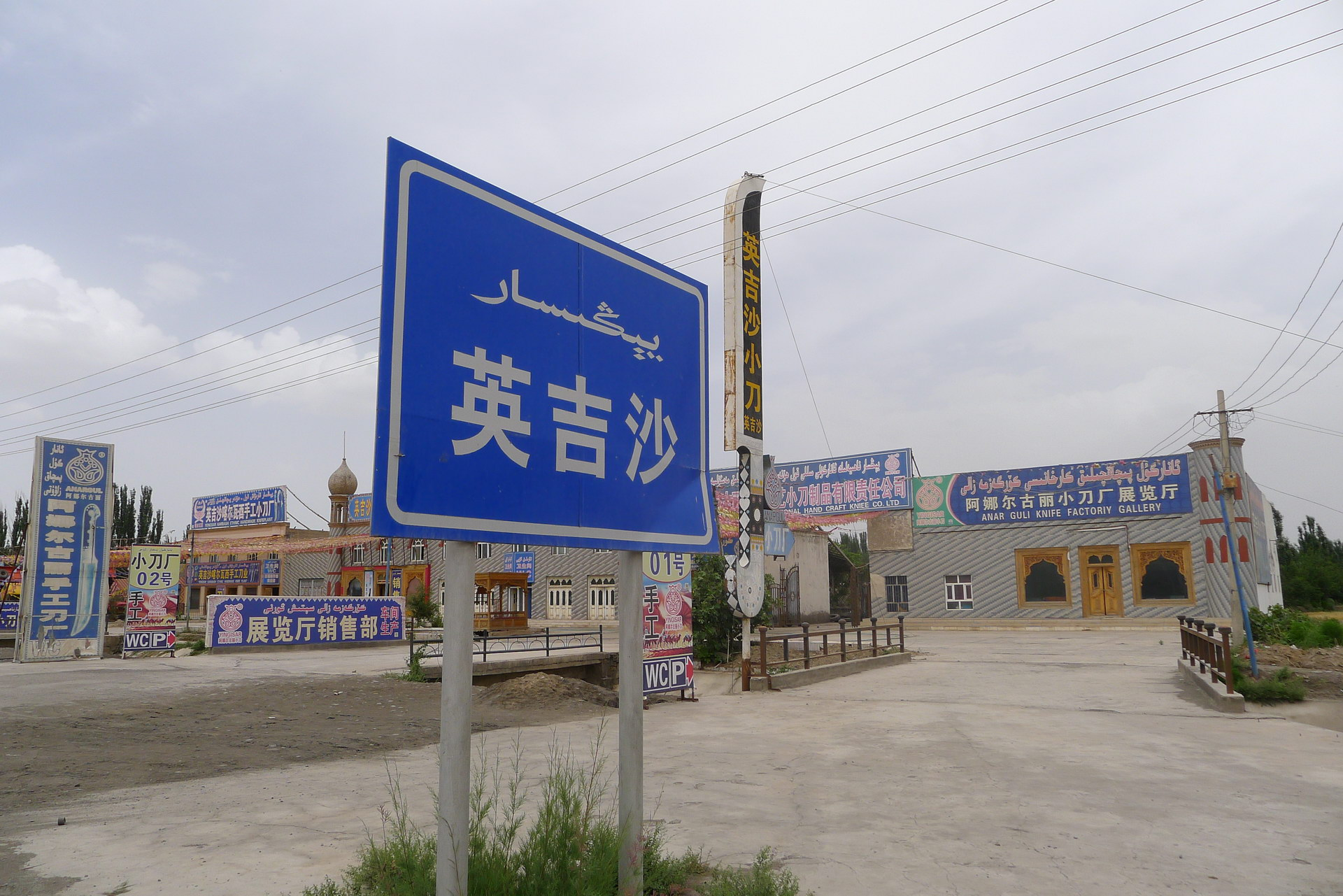
تابلوی ورودی شهر ینگیسار به اویغوری و چینی. در پشت، تابلوی یکی از کارخانه‌های چاقوسازی با نام «انار گولی»، و همین‌طور منارهٔ مسجد کوچکی دیده می‌شوند.